# Trineuragrion
Trineuragrion is een geslacht van waterjuffers (Zygoptera) uit de familie van de Argiolestidae.

## Soorten
Trineuragrion is monotypisch en omvat de volgende soort:
- Trineuragrion percostale Ris, 1915